# Horácký seniorát
Horácký seniorát je seniorát Českobratrské církve evangelické, zahrnuje evangelické sbory z části Českomoravské vrchoviny.
V jeho čele stojí  senior Jan Keřkovský, farář v Jihlavě, a seniorátní kurátor Petr Hladík a jejich náměstci Daniel Matějka ml. a Radek Černý.
Rozloha seniorátu je 6491 km², zahrnuje 15 sborů a 15 kazatelských stanic, které mají dohromady 4068 členů (k 31. 7. 2025).